# Harmont & Blaine
Harmont & Blaine es una empresa italiana que produce, vende y distribuye ropa informal superior y accesorios para hombres, mujeres y niños, fundada en 1986 en Nápoles, Italia.

## Historia
En 1986, Domenico Menniti fundó una empresa llamada PDM, junto con sus hermanos y socios comerciales Enzo Menniti, y Paolo y Massimo Montefusco. La firma se centró principalmente en los guantes de piel, pero en 1993 se amplió con su primera colección de bañadores. Luego, en 1995, la colección creció con la adición de camisas, pantalones y suéteres.
Su primera boutique abrió en 2000 en Frattamaggiore, Nápoles. Poco tiempo después, se abrió una nueva boutique en Capri y otra en Miami, Florida.
La línea de productos Harmont & Blaine Junior fue lanzada en 2005 por AGB Company, propietaria de la licencia. En 2006, PDM pasó a llamarse Harmont & Blaine. Muchos meses después, una asamblea especial aprobó un aumento de activos el 1 de octubre de 2007.
En 2008, la firma Giano firmó un acuerdo comercial para la producción y distribución de una nueva línea de productos de Harmont & Blaine, denominada Harmont & Blaine Shoes.
La firma presentó la Woman Collection en junio de 2010. Durante el mismo año, una operación de marca compartida con Honda resultó en la creación de un nuevo automóvil, el Honda CR-V Harmont & Blaine.
Desde 2012-2013, el diseño, la producción y la distribución de nuevas líneas se ha trasladado a la gestión directa de la empresa. En junio de 2013, la Man Collection se anunció a la prensa durante La Semana de la Moda de Milán. Después de eso, en octubre se inauguró otra tienda insignia en Praga.
Tras numerosas aperturas de tiendas en todo el mundo, el 30 de octubre de 2014, Clessidra adquirió el 35% de las acciones de Harmont & Blaine, con el fin de apoyar el plan de crecimiento internacional de la firma. Harmont & Blaine se expandió a otros lugares como Praga y Catar a través de Abuissa Holding.
De acuerdo con su plan de desarrollo internacional dentro del mercado francés, la firma constituyó la filial Harmont & Blaine France e inauguró su primera boutique en el Bulevar de las Capuchinas 35 de París en octubre de 2015. Harmont & Blaine continuó con su plan de expansión en el extranjero, especialmente en Francia, donde se abrió otra boutique en Cannes, con colecciones para hombres, mujeres y niños durante el año siguiente.

## Resultados financieros
La compañía mostró un incremento positivo del 5,7% al cierre del ejercicio 2014 con una facturación de 75 millones de euros, confirmando la tendencia estable de crecimiento de los últimos diez años.
El primer mercado de referencia es Italia, que representaba, en 2014, el 81% de los ingresos de la firma, equivalentes a 59,3 millones de euros con un crecimiento del 3,7% frente a los 57,1 millones de euros de 2013. Las ventas de Extra UE produjeron un crecimiento del 22,5% respecto a los resultados de 2013 ante un mercado estable en Europa, especialmente en Italia. En 2014, los ingresos asociados con las regalías fueron de alrededor de 1,36 millones de euros, lo que atestigua que las dos líneas de productos Junior y Shoes avanzaban con una tendencia positiva de crecimiento.